# El Macayal
El Macayal är en ort i Mexiko.   Den ligger i kommunen Hidalgotitlán och delstaten Veracruz, i den sydöstra delen av landet, 500 km öster om huvudstaden Mexico City. El Macayal ligger 18 meter över havet och antalet invånare är 549.
Terrängen runt El Macayal är platt, och sluttar norrut. Runt El Macayal är det ganska glesbefolkat, med 29 invånare per kvadratkilometer. Närmaste större samhälle är Hidalgotitlán, 13,4 km norr om El Macayal. Trakten runt El Macayal består till största delen av jordbruksmark.